# Verpulus
Genre
Synonymes
- Zaleptanus Roewer, 1929

Verpulus est un genre d'opilions eupnois de la famille des Sclerosomatidae.

## Distribution
Les espèces de ce genre se rencontrent en Asie du Sud-Est, en Asie du Sud et en Asie de l'Est.

## Liste des espèces
Selon World Catalogue of Opiliones (15/05/2021) :
- Verpulus boninensis Suzuki, 1978
- Verpulus brunneus Roewer, 1955
- Verpulus curvitarsus (Suzuki, 1977)
- Verpulus gracilis Roewer, 1955
- Verpulus gravelyi (Roewer, 1929)
- Verpulus kanoi Suzuki, 1967
- Verpulus laevipes Roewer, 1955
- Verpulus magnus Roewer, 1955
- Verpulus marginatus Roewer, 1912
- Verpulus monticola (Roewer, 1955)
- Verpulus peguensis Roewer, 1955
- Verpulus promeus (Roewer, 1955)
- Verpulus ramosus (Suzuki, 1977)
- Verpulus similis Suzuki, 1978
- Verpulus spumatus Simon, 1901

## Publication originale
- Simon, 1901 : « On the Arachnida collected during the "Skeat Expedition" to the Malay Peninsula, 1899–1900. » Proceedings of the Zoological Society of London, vol. 1901, no 2, p. 45–84 (texte intégral). , .